# Golam kupen
Golam kupen (bułg. Голям купен) – szczyt pasma górskiego Riła, w Bułgarii, o wysokości 2731 m n.p.m.